# Parnon-Gebirge

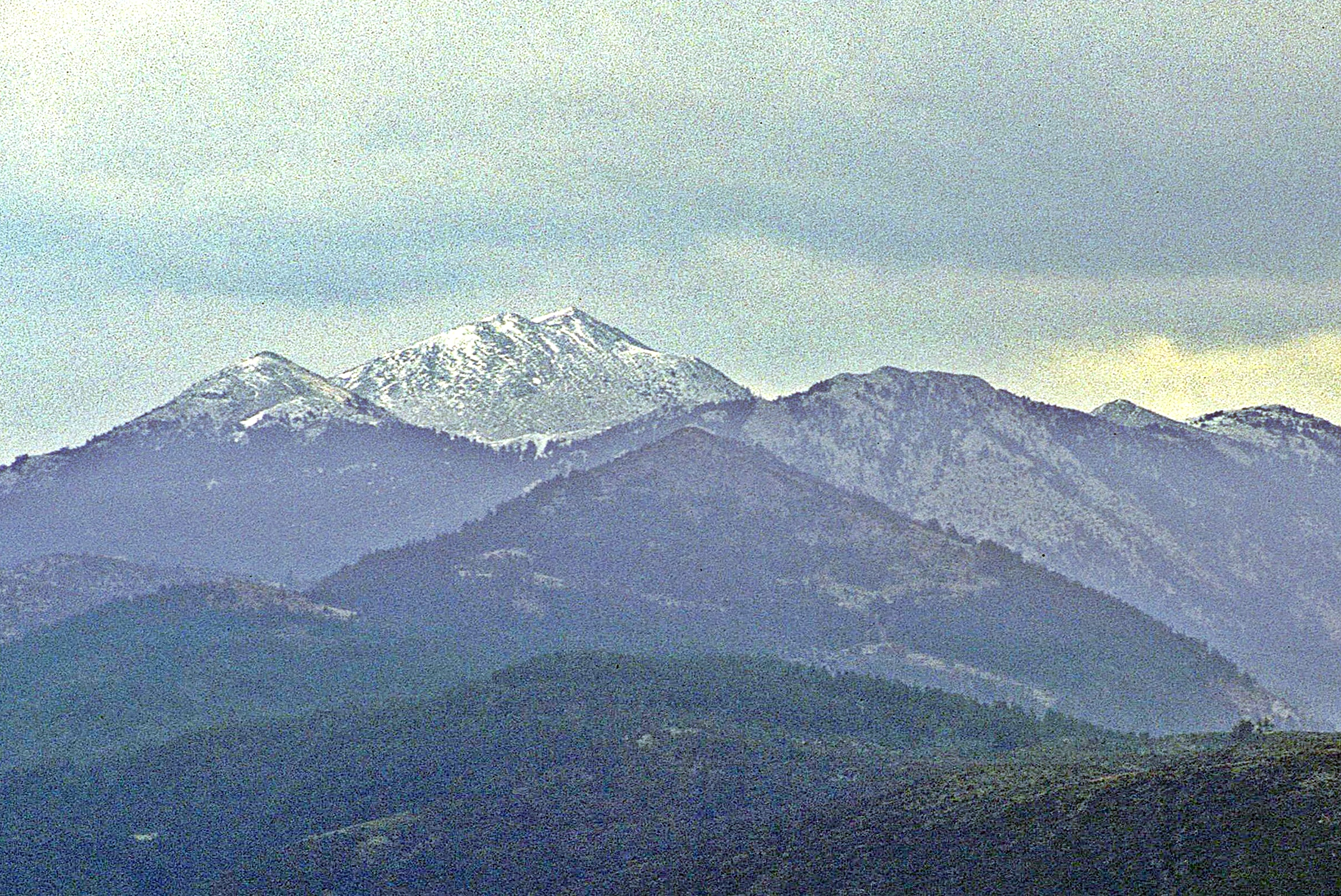
Parnon/Peloponnes im April

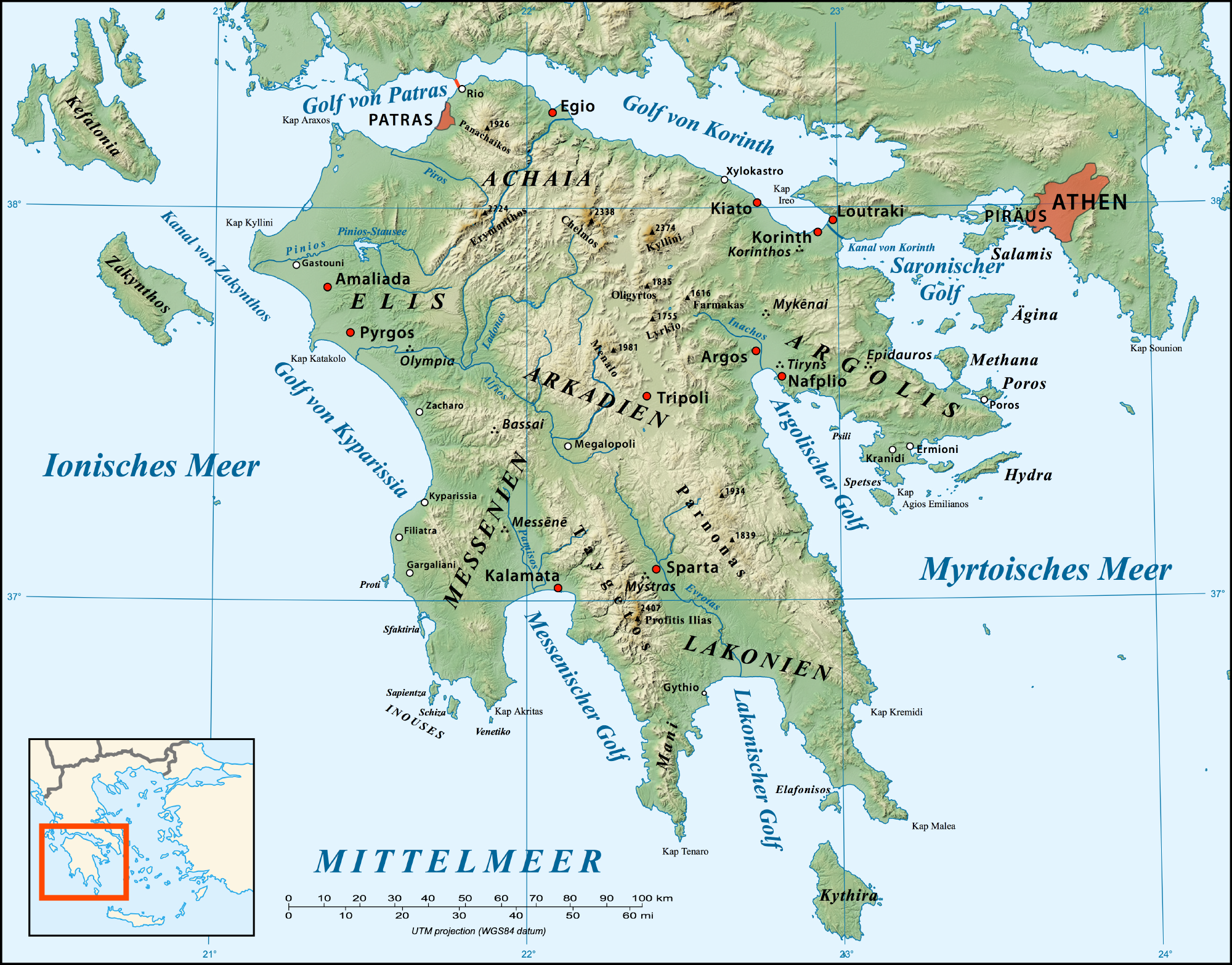
Reliefkarte des Peloponnes

Das Parnon-Gebirge (griechisch Πάρνωνας Párnonas) ist ein Gebirgszug im Südosten der griechischen Halbinsel Peloponnes. Es erstreckt sich über eine Länge von etwa 60 km in Richtung NW–SSO. Seine höchste Erhebung ist mit 1940 m die Megali Tourla. Der südwestliche Teil dieses Gebirges liegt im Regionalbezirk Lakonien, der nordöstliche im Regionalbezirk Arkadien. Ein Teil der Grenze zwischen diesen beiden Regionalbezirken verläuft auf dem Kamm des Parnon-Gebirges.
Das Gebirge liegt östlich der Lakonischen Ebene und des Evrotas-Tales. Der Teil östlich des Kamms fällt ab hin zum Argolischen Golf. In Ost-West-Richtung (quer zum Hauptkamm) misst es zwischen 15 und 25 km. Im Südsüdosten setzt sich das Gebirge – nach einem kleinen Einbruchsbecken unweit von Sparta – noch weitere 30 km in Form niedriger, paralleler Karstketten fort und endet im Kap Kremidi am Ägäischen Meer.
Die vorherrschende Gesteinsart ist Kalkstein. Im Parnon-Gebirge befinden sich mit der Peleta-Höhle die (Stand 2006) mit 543 m fünfttiefste Höhle Griechenlands und die 360 m tiefe Schachthöhle Propantes.
Das Gebirge ist unter dem Namen Oros Parnonas (kai periochi Malevis) als Natura 2000 Schutzgebiet ausgewiesen.

## Flugunfall
Am 10. März 1966 stürzte eine Douglas DC-6A der libanesischen Trans Mediterranean Airways (Luftfahrzeugkennzeichen OD-AEL) auf einem Frachtflug von Beirut nach Frankfurt im Parnon-Gebirge ab. Alle 5 Besatzungsmitglieder, die einzigen Insassen, wurden getötet.